# Třída Ethan Allen
Třída Ethan Allen byla americká třída raketonosných ponorek s jaderným pohonem z éry studené války. Byly to první americké balistické ponorky od počátku navržené pro tento účel. Ponorky nesou název hrdiny americké války za nezávislost, Ethana Allena. V letech 1959–1963 bylo postaveno celkem pět ponorek této třídy. Američané je provozovali v letech 1961–1992. V posledních letech své služby již nenesly jaderné zbraně. Jejich označení SSBN znamená balistická nukleární ponorka – Submarine, Ballistic (Nuclear).

## Stavba
Celkem bylo postaveno pět ponorek této třídy. Do jejich stavby se zapojily loděnice General Dynamics Electric Boat v Grotonu v Connecticutu a Newport News Shipbuilding v Newport News ve Virginii. Do služby byly přijaty v letech 1961–1963.
Jednotky třídy Ethan Allen:
| Jméno                           | Loděnice                       | Založení kýlu     | Spuštěna           | Vstup do služby | Status        |
| ------------------------------- | ------------------------------ | ----------------- | ------------------ | --------------- | ------------- |
| USS Ethan Allen (SSBN-608)      | General Dynamics Electric Boat | 14. září 1959     | 22. listopadu 1960 | 8. srpna 1961   | vyřazena 1983 |
| USS Sam Houston (SSBN-609)      | Newport News Shipbuilding      | 28. prosince 1959 | 2. února 1961      | 6. března 1962  | vyřazena 1992 |
| USS Thomas A. Edison (SSBN-610) | General Dynamics Electric Boat | 15. března 1960   | 15. června 1961    | 10. března 1962 | vyřazena 1983 |
| USS John Marshall (SSBN-611)    | Newport News Shipbuilding      | 4. dubna 1960     | 15. července 1961  | 21. května 1962 | vyřazena 1993 |
| USS Thomas Jefferson (SSBN-618) | Newport News Shipbuilding      | 3. února 1961     | 24. února 1962     | 4. ledna 1963   | vyřazena 1985 |

## Konstrukce

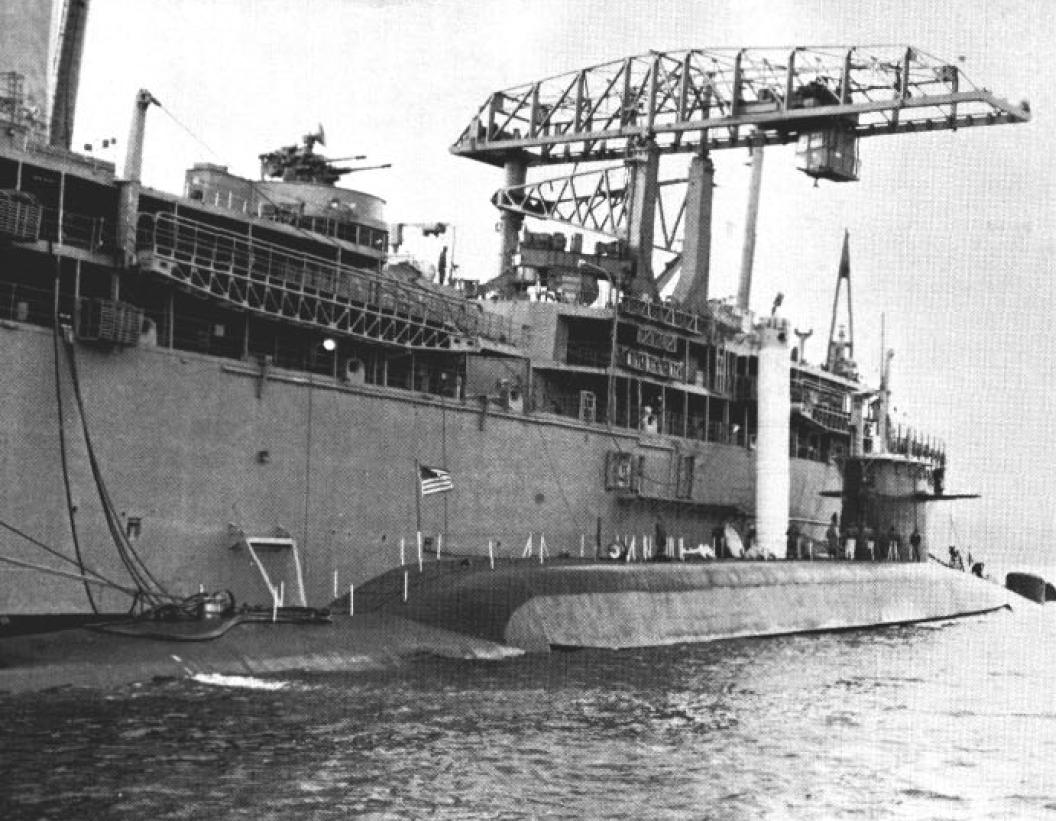
Mateřská loď ponorek USS Hunley (AS-31) doplňuje raketu Polaris do sila na palubě USS Thomas A. Edison (SSBN-610)

Výzbroj představovaly čtyři příďové 533mm torpédomety. Ve dvou řadách po osmi silech bylo za velitelskou věží ponorky umístěno celkem šestnáct balistických raket UGM-27 Polaris. Rakety byly nejprve verze Polaris A-2, později Polaris A-3. V přídi byl umístěn rovněž sonar typu BQS-4 (později BQR-19). Pohonný systém tvořil jaderný reaktor typu S5W a dvě turbíny. Nejvyšší rychlost ponorky byla 15 uzlů na hladině a 23 uzlů pod hladinou.

## Operační služba

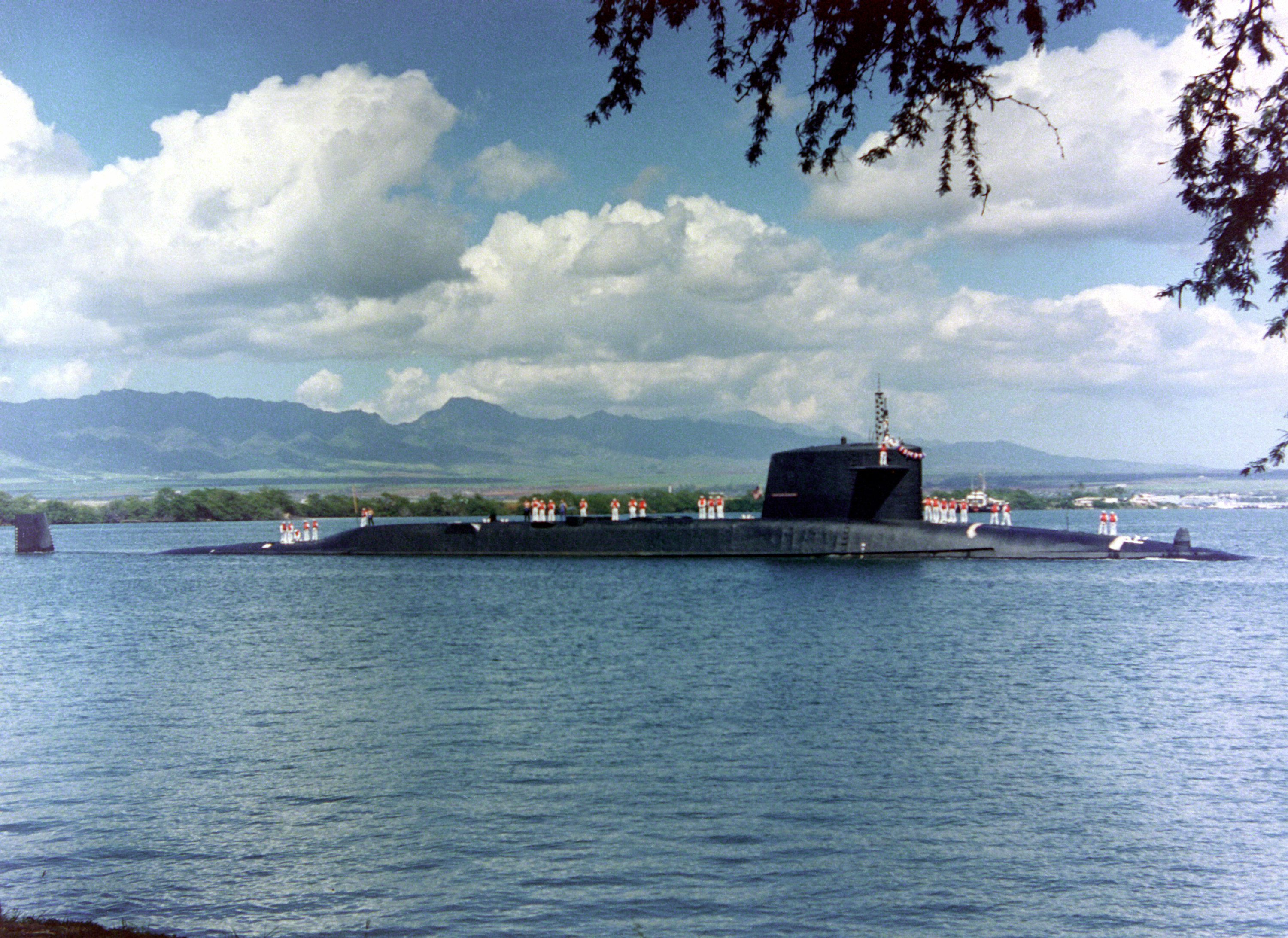
USS Sam Houston (SSN-609)

Ethan Allen provedla jediný uskutečněný zkušební odpal balistické rakety Polaris vybavené jadernou hlavicí. Raketa byla vypuštěna 6. května 1962 z ponorky plující pod hladinou v Pacifiku. Hlavice vybuchla nad jižním Pacifikem. Opakování podobných testů zabránil zákaz atmosférických zkoušek jaderných zbraní.
Jako nosiče balistických raket sloužily všechny tyto ponorky až do roku 1981, kdy byly vyřazeny střely Polaris. Jelikož se nedaly upravit pro nesení rozměrnějších střel Poseidon, byly z nich Polarisy demontovány a několik dalších let sloužily jako útočné ponorky. Ethan Allen, Thomas A. Edison byly vyřazeny v roce 1983, zatímco Thomas Jefferson o dva roky později. Výrazně delší byla služba dvojice John Marshall a Sam Houston, které byly vybaveny pro operace speciálních oddílů Navy SEALs. Například mohly nést dva válcové moduly Dry Deck Shelter, umožňující výsadek potápěčů při plavbě pod vodou. Vyřazeny byly v letech 1992-1993. Po vyřazení byly všechny postupně odeslány do recyklačního programu a sešrotovány.